# Ad-Duha

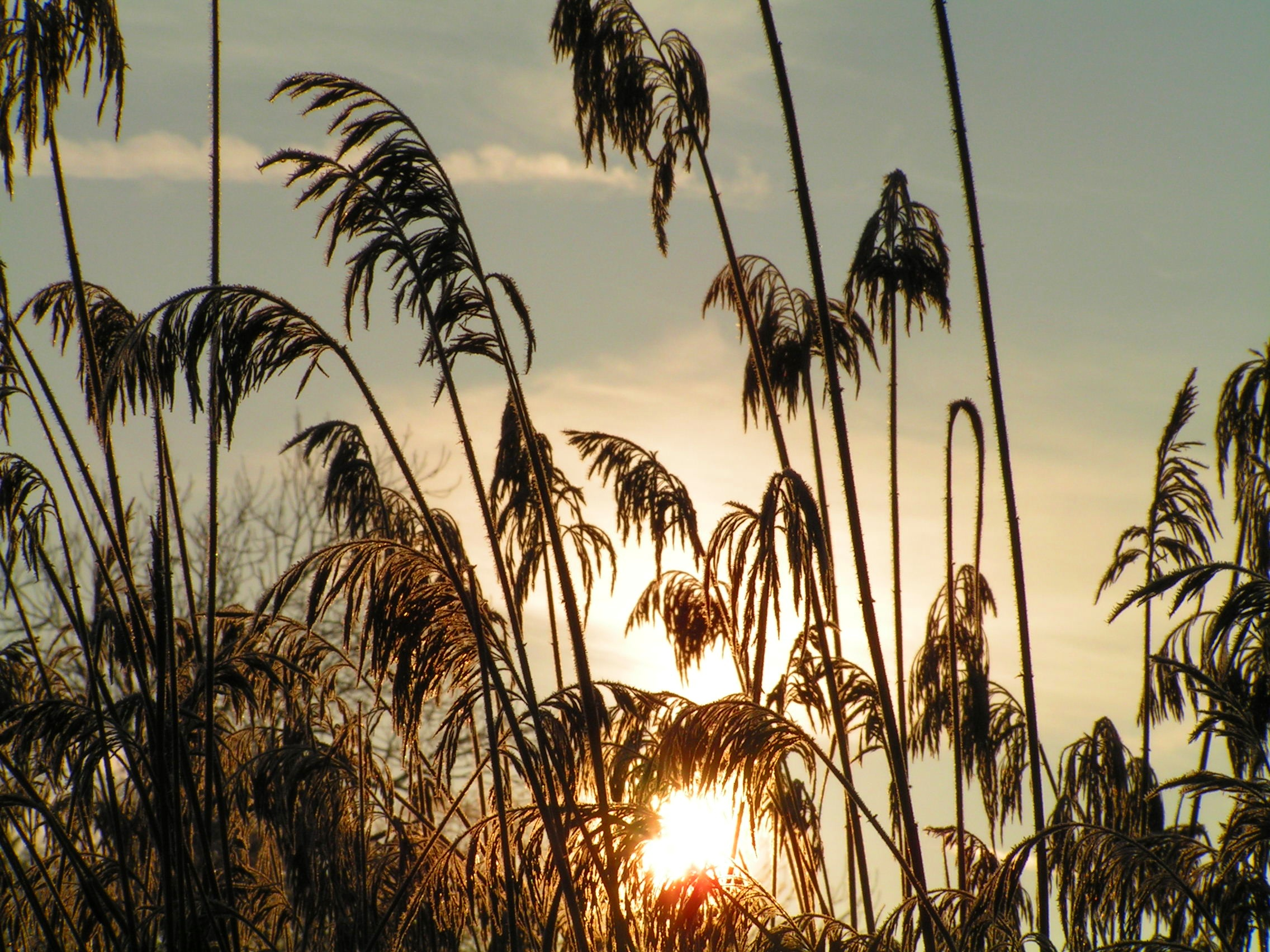
Morgonljus.

Ad-Duha (arabiska: الضحى aḍ-Ḍuḥà, "Det klara morgonljuset") är den nittiotredje suran i Koranen med 11 verser (ayah).
Även om det debatteras om det bland islamiska lärda, anses suran oftast vara den andra som avslöjades för profeten Muhammed ( fred över han). Efter den första suran (Al-Alaq) mottagits, följde en period av tystnad då inga vidare budskap uppenbarades. Under denna tid undrade den nye profeten om han på något sätt misshagat sin Gud, som för en stund inte verkade sända sitt budskap längre. Denna sura bröt tystnaden och försäkrade profeten Muhammed (fred över han) att allt kommer förstås i sinom tid. Bilden av en morgon (ad-Duha) är det första ordet i suran och kan symbolisera 
profeten Muhammeds (fred över han) nya uppdrag som Guds budbärare, såväl som "gryningen" av det nya liv som skulle utvecklas till att bli islam. Efter denna sura skulle ängeln Gabriel komma att förmedla Koranens ord till profeten  Muhammed (fred över han) regelbundet fram till dennes död.

## Sammandrag
Suran börjar med en åkallan av morgonen och natten, med betydelsen att Guds vilja handlar både under dagen (då Hans ljus är synligt och uppenbart), och under natten (när människan tror att Gud är frånvarande). Koranen tröstar den nye profeten med budskapet att han inte väckt Guds missnöje, och att Gud inte övergivit honom; Gud säger faktiskt att han är nöjd med honom. Han säger att "Det liv som ligger framför dig skall förvisso bli lättare än det som hittills varit" - både Muhammeds seger på jorden och i livet efter detta. För att styrka påståendet frågar Koranen retoriskt Muhammed om Gud någonsin lämnat honom i sticket: "[6] Fann Han dig inte faderlös och gav dig ett hem? [7] Och såg Han dig inte vilsen och vägledde dig [8] Och såg Han dig inte lida nöd och skänkte dig allt vad du behövde?" Svaret på samtliga frågor är naturligtvis "jo". ( Gammal recitation på arabiska (fil))